# Gauliga Kurhessen 1941/42
De Gauliga Kurhessen 1941/42 was het eerste voetbalkampioenschap van de Gauliga Kurhessen, officieel Bereichsklasse Kurhessen. Door de perikelen in de Tweede Wereldoorlog werd de Gauliga Hessen in 1941 ontbonden. Een deel van de clubs ging spelen in de Gauliga Kurhessen, een ander deel (clubs uit Hanau en Großauheim) verhuisden naar de nieuwe Gauliga Hessen-Nassau, waar ook een aantal clubs uit de Gauliga Südwest-Mainhessen speelden.
Borussia Fulda werd kampioen en plaatste zich voor de eindronde om de Duitse landstitel. De eindronde werd geherstructureerd en in knock-outfase gespeeld. Fulda verloor met een van SV Dessau 05.

## Eindstand
| Plaats | Club                       | Wed. | W  | G | V  | Saldo | Ptn.  |
| ------ | -------------------------- | ---- | -- | - | -- | ----- | ----- |
| 1.     | SV Borussia 04 Fulda       | 16   | 13 | 2 | 1  | 96:28 | 28:4  |
| 2.     | SV Kurhessen 93 Kassel     | 16   | 12 | 2 | 2  | 69:30 | 26:6  |
| 3.     | 1. BC Sport Kassel         | 16   | 8  | 1 | 7  | 43:47 | 17:15 |
| 4.     | CSC 03 Kassel              | 16   | 6  | 3 | 7  | 46:37 | 15:17 |
| 5.     | SV 06 Kassel-Rothenditmold | 16   | 5  | 3 | 8  | 30:43 | 13:19 |
| 6.     | VfL Marburg 1860           | 16   | 5  | 2 | 9  | 35:48 | 12:20 |
| 7.     | BV 06 Kassel               | 16   | 4  | 4 | 8  | 34:50 | 12:20 |
| 8.     | SV Hermannia 06 Kassel     | 16   | 4  | 3 | 9  | 36:72 | 11:21 |
| 9.     | SV Petersberg              | 16   | 4  | 2 | 10 | 28:62 | 10:22 |

|  | Kampioen, geplaatst voor nationale eindronde |
|  | Degradatie naar Bezirksliga                  |

## Promotie-eindronde
| Plaats | Club                | Wed. | Saldo | Ptn.  |
| ------ | ------------------- | ---- | ----- | ----- |
| 1.     | SpVgg Niederzwehren | 2    | 05:02 | 03:01 |
| 2.     | TSG Fritzlar        | 2    | 02:05 | 01:03 |

|  | Promotie |